# Atletica leggera ai Giochi della XIV Olimpiade - Maratona

Video della gara (film ufficiale dei Giochi)
Video della gara (filmato con sottotitoli in spagnolo)

La competizione della maratona di atletica leggera ai Giochi della XIV Olimpiade si è disputata il giorno 7 agosto 1948 con partenza e arrivo allo Stadio di Wembley a Londra.

## L'eccellenza mondiale
| Migliore prest.ne mondiale | 2h25'39" 1947 | Yun Bok Suh | Assente |
| Primatista stagionale      | 2h31'02"      | Gérard Coté | Assente |

1. ↑  Fino al 29 luglio.

## La gara
Conduce la gara il belga Etienne Gailly, paracadutista, alla sua prima maratona ufficiale. Ma all'arrivo nello stadio di Wembley è esausto, barcolla e finisce due volte sul prato. Prima che raggiunga il traguardo viene superato dall'argentino Cabrera e poi anche dal britannico Richards. Finisce terzo.
Sia il vincitore, Cabrera, sia Étienne Gailly, correvano la loro prima maratona intera.

## Classifica
| Pos.    | Atleta               | Età | Nazione            | Tempo     |
| ------- | -------------------- | --- | ------------------ | --------- |
| Oro     | Delfo Cabrera        | 29  | Argentina          | 2h34'51"6 |
| Argento | Tom Richards         | 38  | Gran Bretagna      | 2h35'07"6 |
| Bronzo  | Étienne Gailly       | 25  | Belgio             | 2h35'33"6 |
| 4       | Johannes Coleman     | 38  | Sudafrica          | 2h36'06"0 |
| 5       | Eusebio Guiñez       | 41  | Argentina          | 2h36'36"0 |
| 6       | Sydney Luyt          | 22  | Sudafrica          | 2h38'11"0 |
| 7       | Gustav Östling       | 33  | Svezia             | 2h38'40"6 |
| 8       | John Systad          | 35  | Norvegia           | 2h38'41"0 |
| 9       | Alberto Sensini      | 38  | Argentina          | 2h39'30"0 |
| 10      | Henning Larsen       | 37  | Danimarca          | 2h41'22"0 |
| 11      | Viljo Heino          | 34  | Finlandia          | 2h41'32"0 |
| 12      | Anders Melin         | 26  | Svezia             | 2h42'20"0 |
| 13      | Jussi Kurikkala      | 35  | Finlandia          | 2h42'48"0 |
| 14      | Theodore Vogel       | 23  | Stati Uniti        | 2h45'27"0 |
| 15      | Enrique Inostroza    | 27  | Cile               | 2h47'48"0 |
| 16      | Lloyd Evans          | 32  | Canada             | 2h48'07"0 |
| 17      | Gérard Côté          | 35  | Canada             | 2h48'31"0 |
| 18      | Stylianos Kyriakidis | 38  | Grecia             | 2h49'00"0 |
| 19      | József Kiss          | 39  | Ungheria           | 2h50'20"0 |
| 20      | Şevki Koru           | 35  | Turchia            | 2h51'07"0 |
| 21      | Johnny Kelley        | 40  | Stati Uniti        | 2h51'56"0 |
| 22      | Kaspar Schiesser     | 32  | Svizzera           | 2h52'09"0 |
| 23      | Walter Fedorick      | 30  | Canada             | 2h52'12"0 |
| 24      | Aulis Olavi Manninen | 31  | Stati Uniti        | 2h56'49"0 |
| 25      | Hong Jong-O          | 23  | Corea del Sud      | 2h56'54"0 |
| 26      | Patrick Mulvihill    | 32  | Irlanda            | 2h57'35"0 |
| 27      | Suh Yun-bok          | 25  | Corea del Sud      | 2h59'36"0 |
| 28      | Sven Håkansson       | 38  | Svezia             | 3h00'09"0 |
| 29      | Jakob Jutz           |     | Svizzera           | 3h03'55"0 |
| 30      | Stanley Jones        | 33  | Gran Bretagna      | 3h09'16"0 |
| -       | Salvatore Costantino | 29  | Italia             | Ritirato  |
| -       | Pierre Cousin        | 35  | Francia            | Rit.      |
| -       | Hans Frischknecht    | 25  | Svizzera           | Rit.      |
| -       | Mikko Hietanen       | 36  | Finlandia          | Rit.      |
| -       | Jack Holden          | 41  | Gran Bretagna      | Rit.      |
| -       | René Josset          | 37  | Francia            | Rit.      |
| -       | Luo Wenao            |     | Repubblica di Cina | Rit.      |
| -       | Arsène Piesset       | 28  | Francia            | Rit.      |
| -       | Athanasios Ragazos   | 34  | Grecia             | Rit.      |
| -       | Chhota Singh         |     | India              | Rit.      |
| -       | Choi Yun-Chil        | 20  | Corea del Sud      | Rit.      |